# Youssef Sabri Abu Taleb
Youssef Sabri Abu Taleb (en árabe: يوسف صبري أبوطالب جادالحق; El Cairo, 24 de mayo de 1929-Ib., 29 de septiembre de 2008) fue un militar y político egipcio. Fue Ministro de Defensa y Comandante en jefe de las Fuerzas Armadas entre 1989 y 1991.

## Biografía
Abu Taleb participó en cinco guerras desde la Guerra de Palestina de 1948 hasta la Guerra del Golfo. También sirvió en las guerras de Egipto con Israel y comandó la artillería del Tercer Ejército en Suez en la guerra de 1973, cuando las fuerzas israelíes rodearon la ciudad. Taleb se graduó en la academia militar de El Cairo y luego se formó en Estados Unidos y la Unión Soviética antes de que el presidente Sadat rompiera con Moscú a principios de los años setenta. Se desempeñó brevemente como Ministro Adjunto de Defensa en 1979.
Abu Taleb se convirtió en gobernador de El Cairo en 1983. Ganó popularidad en este puesto gracias a las mejoras en el sistema telefónico, los esfuerzos para aliviar la congestión y las medidas para limpiar la ciudad. También fue gobernador del Sinaí del Norte, donde contribuyó a la reconstrucción de la gobernación después de la guerra.
En 1989, el entonces presidente Hosni Mubarak nombró a Abu Taleb para el influyente puesto de ministro de Defensa, en sustitución del mariscal de campo Abd al-Halim Abu Ghazala.